# محمد بن مسعود العياشي
الشيخ أبو النصر أو أبو النضر محمد بن مسعود العياشي السمرقندي. هو رجل دين وفقيه ومُفسّر شيعي ومن رواة الأحاديث. قيل أنه من أهل سمرقند غير أنه تميمي الأصل. ويُحكى في الكتب والمصادر الشيعية التي ترجمت له أنه كان سني المذهب ثم تشيَّع بعد ذلك. وهو من الثقاة عند الشيعة ولا يذكره أحدٌ منهم إلا بالثناء، فممن وثّقه: ابن النديم،(1) والنجاشي،(2) والطوسي،(3) وابن شهرآشوب المازندراني،(4) وابن المطهر الحلي،(5) وحسين النوري،(6) وعباس القمي.(7)

## تلامذته
| - حيدر بن محمد بن نعيم السمرقندي. - جعفر بن محمّد بن مسعود العيّاشي. - أبو عمرو الكشي صاحب رجال الكشي. | - أبو القاسم الهاشمي. - أبو جعفر أحمد بن عيسى العلوي. - إبراهيم الجبوبي. |

## مؤلفاته
ذكر ابن النديم في الفهرست في ذكره للعياشي: ”كتب جنيد بن محمد بن نعيم،(8) ويكنى أبا أحمد، إلى أبي الحسن علي بن محمد العلوي كتاباً في آخره نسخة ما صنفه العياشي“. أما عباس القمي فقد نصّ في الكنى والألقاب على أن للعياشي أكثر من مئتي مُصنّف، ومن مؤلفاته ومصنفاته:
| - التفسير. وهو من الكتب المشهورة والمتداولة ومعروفٌ باسم تفسير العياشي، وقد بقي هذا التفسير من مصادر كتب الحديث والتفسير، فأخذ عنه: الفيض الكاشاني في تفسير الصافي، وهاشم التوبلاني في تفسير البرهان وغاية المرام، والحُرّ العاملي في إثبات الهداة. - الصيام. له كتابان بهذا العنوان أحدهما مختصرٌ للآخر. - الخيار والتخيير المرأة في طلاقها. - الأسارى والغلول. | - الإجارات. - نكاح المماليك. - الشعر. - البداء. - الشروط. - الإيمان. |

## الهوامش
- 1 - قال ابن النديم في ترجمته للعياشي في الفهرست ما نصّه: ”من فقهاء الشيعة الإمامية أوحد دهره وزمانه في غزارة العلم، ولكتبه بنواحي خراسان شأنٌ من الشأن“.[2]
- 2 - أثنى النجاشي على العياشي بقوله: ”هو ثقة صدوق، عين من عيون الطائفة. وكان أوّلَ أمره عاميَّ المذهب وسمع حديث العامّة فأكثر منه، ثمّ تبصّر وهو حديث السنّ ثمّ أصبحت داره مرتعاً للشيعة وأهل العلم“.
- 3 - قال محمد بن الحسن الطوسي المعروف بالشيخ الطوسي في حق العياشي: ”هو جليل القَدْر، واسع الأخبار بصير بالروايات مطّلع عليها، أكثر أهل المشرق علماً وفضلاً وأدباً وفهماً ونبلاً في زمانه“.
- 4 - قال ابن شهر آشوب " من أهل سمرقند و قيل إنه من بني تميم و يقال أبو النضر أفضل أهل المشرق علما، كتبه تزيد على مائتي مصنف[12]
- 5 - قال ابن المطهر: ثقة صدوق عين من عيون هذه الطائفة و كبيرها. و قيل: إنه من بني تيم جليل القدر واسع الأخبار بصير بالرواية مضطلع بها له كتب كثيرة تزيد على مائتي مصنف.[13]
- 6 - قال حسين النوري في خاتمة المستدرك بقوله: ”هو من عيون الطائفة، ورئيسُها وكبيرها، جليل القدر عظيم الشأن، واسع الرواية ونقّادها ونقّاد الرجال“.[14]
- 7 - أثنى عباس القمي على العياشي بشيء من التفصيل فقال ضمن ما قاله: ”الشيخ الأجل أبو النضر بالضاد المعجمة محمد بن مسعود بن محمد بن عياش السلمي السمرقندي. قال مشايخ الرجال أنّه ثقة صدوق عين من عيون هذه الطائفة وكبيرها جليل القدر واسع الأخبار بصيرٌ بالرواية مضطلعٌ بها“.[3]
- 8 - هو حيدر بن محمد بن نعيم السمرقندي إلا أن من المحتمل وقوع تصحيف من ابن النديم أو بفعل النُسّأخ فُكتب اسمه جنيد وليس حيدر.

### كتب
- الذريعة إلى تصانيف الشيعة. آغا بزرگ الطهراني، طبع بيروت - لبنان، تاريخ الطبع مفقود، منشورات دار الأضواء.
- خاتمة مستدرك الوسائل. حسين النوري، طبع قم - إيران، 1416 هـ، منشورات مؤسسة آل البيت لإحياء التراث.
- الكنى والألقاب. عباس القمي، طبع طهران - إيران، تاريخ الطبع مفقود، منشورات مكتبة الصدر.

### إشارات مرجعية
1. ↑  عادل نويهض (1988)، مُعجم المُفسِّرين: من صدر الإسلام وحتَّى العصر الحاضر (ط. 3)، بيروت: مؤسسة نويهض الثقافية للتأليف والترجمة والنشر، ج. الثاني، ص. 636، OCLC:235971276، QID:Q122197128
2. 1 2 3  
البغدادي، ابن النديم. الفهرست. ص. 365. مؤرشف من الأصل في 2019-05-20.
3. 1 2 3  
القمي، عباس. الكنى والألقاب - ج2. ص. 490. مؤرشف من الأصل في 2019-12-13.
4. ↑  
الطهراني، آغا بزرگ. الذريعة إلى تصانيف الشيعة - ج15. ص. 103. مؤرشف من الأصل في 2019-12-17.
5. ↑  
الطهراني، آغا بزرگ. الذريعة إلى تصانيف الشيعة - ج7. ص. 279. مؤرشف من الأصل في 2019-12-17.
6. ↑  
الطهراني، آغا بزرگ. الذريعة إلى تصانيف الشيعة - ج2. ص. 3. مؤرشف من الأصل في 2019-12-17.
7. ↑  
الطهراني، آغا بزرگ. الذريعة إلى تصانيف الشيعة - ج1. ص. 121. مؤرشف من الأصل في 2020-01-11.
8. ↑  
الطهراني، آغا بزرگ. الذريعة إلى تصانيف الشيعة - ج24. ص. 301. مؤرشف من الأصل في 2019-12-17.
9. 1 2  الطهراني، آغا بزرگ. الذريعة إلى تصانيف الشيعة - ج14. ص. 192. مؤرشف من الأصل في 2019-12-17.
10. ↑  
الطهراني، آغا بزرگ. الذريعة إلى تصانيف الشيعة - ج14. ص. 186. مؤرشف من الأصل في 2020-01-11.
11. ↑  
الطهراني، آغا بزرگ. الذريعة إلى تصانيف الشيعة - ج2. ص. 510. مؤرشف من الأصل في 2019-12-17.
12. ↑  "معالم العلماء في فهرست كتب الشيعة و أسماء المصنفين قديما و حديثا‌". www.masaha.org. مؤرشف من الأصل في 2020-09-27. اطلع عليه بتاريخ 2021-03-29.
13. ↑  "خلاصة الأقوال - العلامة الحلي - الصفحة ٢٤٦". shiaonlinelibrary.com. مؤرشف من الأصل في 2021-03-29. اطلع عليه بتاريخ 2021-03-29.
14. ↑  
النوري، حسين. خاتمة المستدرك - ج5. ص. 204. مؤرشف من الأصل في 2019-12-13.